# Муртузалиева, Хадижат Гусейновна
Хадижат Гусейновна Муртузалиева (15 декабря 1989, Махачкала, Дагестанская АССР, РСФСР, СССР) —  российская женщина-борец вольного стиля, многократный призёр чемпионатов России.

## Биография
Воспитанница ДЮСШ Махачкала. Тренируется у Светланы Грачёвой. В 2017 году вышла в финал чемпионата России в Каспийске, выиграв три предварительные схватки. В 2018 году в составе сборной Дагестана отправилась на чемпионат России в Санкт-Петербург, где заняла третье место. В марте 2019 года на чемпионате России в Улан-Удэ завоевала бронзовую медаль. В ноябре 2019 года в Чебоксарах выиграла открытый Кубок России. В 2023 году заключила контракт с Министерством обороны России.

## Спортивные результаты
- Кубок мира по борьбе 2017 (команда) — 5;
- Чемпионат России по женской борьбе 2017 — ;
- Чемпионат России по женской борьбе 2018 — ;
- Чемпионат России по женской борьбе 2019 — ;
- Чемпионат России по женской борьбе 2021 — ;